# Google Caffeine
Google Caffeine es una arquitectura nueva de Google para la realización de búsquedas.
En agosto de 2009, Google anunció el lanzamiento de este servicio. La nueva arquitectura fue diseñada para indexar resultados de una forma más rápida y tratar con la información existente de una forma más rápida y actualizada a partir de servicios que incluirían Facebook y Twitter Los desarrolladores de Google han comprobado que la mayor parte de los usuarios no tendrían problema en percibir pequeños cambios inmediatos. Uno de los cambios más notables fue la reducción del tiempo de búsqueda, que en numerosos tests se rebajó a la mitad. Otras diferencias incluyen la optimización del motor de búsqueda (Search Engine Optimization), lo que incluye un mayor peso de las palabras estrella o llave y la importancia de la cantidad de tiempo que lleva existiendo el dominio que las genera Este movimiento ha sido interpretado como una respuesta a la mejora presentada por Microsoft respecto a su buscador Bing.
El índice de búsqueda de Caffeine, se completó el 8 de junio de 2010.